# Clematis dioica
Clematis dioica là một loài thực vật có hoa trong họ Mao lương. Loài này được L. mô tả khoa học đầu tiên năm 1759.

## Hình ảnh

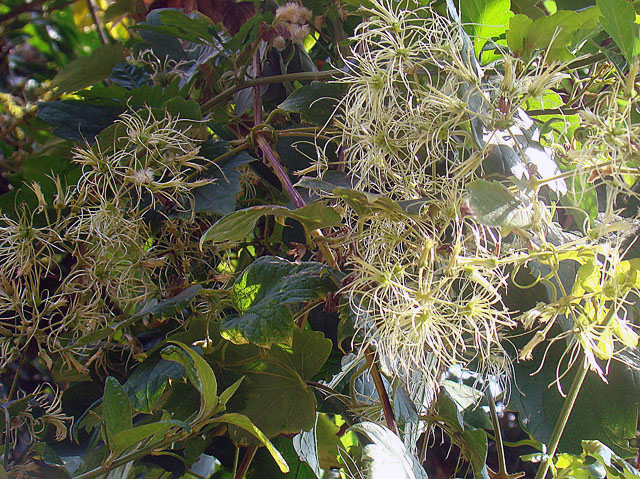